# Srčno-žilna bolezen
Srčno-žilne bolezni ali bolezni srca in žilja (kardiovaskularne bolezni) so bolezni, ki prizadenejo srce in/ali krvne žile. Med najpogostejšimi so povišan krvni tlak, koronarna obolenja, srčna kap, bolezen srčnih zaklopk, revmatične bolezni srca ... So glavni vzrok bolezni in prezgodnje smrti v Evropski uniji in so nasploh razširjene po vsem razvitem svetu.
Mehanizmi, ki privedejo do določene srčno-žilne bolezni, se razlikujejo. Koronarno srčno bolezen, srčno kap in periferno arterijsko bolezen povzroči ateroskleroza, do katere pa lahko pride med drugim zaradi povišanega krvnega tlaka, kajenja, sladkorne bolezni, pomanjkanja telesne dejavnosti, debelosti, povišanega holesterola v krvi, nepravilne prehrane in prekomernega uživanja alkohola. Povišan krvni tlak je vzrok 13 % smrti zaradi srčno-žilnih bolezni, kajenje 9 %, sladkorna bolezen 6 %, pomanjkanje telesne dejavnosti 6 % in debelost 5 %. Revmatična srčna bolezen lahko nastane zaradi nezdravljene streptokokne okužbe žrela.
Ocenjujejo, da bi bilo možno 90 % vseh primerov bolezni srca in žilja preprečiti. Pri preprečevanju ateroskleroze so pomembni zdrava prehrana, telesna dejavnost, izogibanje kajenju in pitju alkohola, ter zdravljenje bolezni, ki predstavljajo dejavnik tveganja (povišan krvni tlak, sladkorna bolezen, hiperholesterolemija). Ustrezno antibiotično zdravljenje streptokokne okužbe žrela zmanjša tveganje za pojav revmatične srčne bolezni. Korist uporabe aspirina pri sicer zdravih posameznikih ni jasno dokazana.
Srčno-žilne bolezni so vodilni vzrok smrtnosti v svetu ter tudi v Sloveniji. Leta 2013 so povzročile 17,3 milijona smrti (31,5 %), v letu 1990 pa 12,3 milijona (25,8 %).
Koronarna srčna bolezen povzroči 80 % vseh smrti zaradi srčno-žilnih zapletov pri moških in 75 % pri ženskah. Večina srčno-žilnih bolezni se pojavlja pri odraslih ljudeh. V Združenih državah Amerike ima 11 % ljudi, starih med 20 in 40 let, katero od srčno-žilnih bolezni, v skupini med 60 in 80 let starosti je ta delež 71-odstoten, pri starejših od 80 let pa kar 85-odstoten. Povprečna starost bolnika, ki umre zaradi srčno-žilnega dogodka, je v razviten svetu okoli 80 let, v svetu v razvoju pa okoli 68 let. Glede na starost se srčno-žilne bolezni pri moških pojavijo povprečno okoli 10 let prej kot pri ženskah.

## Razvrstitev
Obstaja več srčno-žilnih bolezni, ki prizadenejo krvne žile; gre za t. i. žilne bolezni oziroma bolezni žilja:
- koronarna srčna bolezen (tudi ishemična srčna bolezen) – zoženje venčnih arterij s posledično slabšo prekrvitvijo srčne mišice[13] in vključuje:[14]
  - stabilno angino pektoris
  - nestabilno angino pektoris
  - srčno kap (miokardni infarkt)
  - nenadno srčna smrt
- periferna arterijska bolezen – bolezen žil, ki s prekrvljajo roke in noge
- cerebrovaskularna bolezen – bolezen možganskega žilja (vključno z možgansko kapjo)
- stenoza ledvične arterije
- stenoza aorte

Več srčno-žilnih bolezni prizadene srce (srčne bolezni oziroma bolezni srca):
- kardiomiopatija – primarna bolezen srčne mišice
- hipertenzivna srčna bolezen – bolezen srca, ki je posledica povišanega krvnega tlaka (hipertenzije)
- srčno popuščanje – oslabelost srca, pri čemer srce ni zmožno več tkiv dovoljno oskrbovati s krvjo
- pljučno srce – srce s hipertrofičnim desnim prekatom, ki nastane zaradi bolezni pljuč ali njihovih arterij[15]
- srčna aritmija – motnja srčnega ritma
- vnetne bolezni srca
  - endokarditis – vnetje notrnje plasti srčne stene, endokardija; najpogosteje so prizadete srčne zaklopke
  - vnetna kardiomegalija
  - miokarditis – vnetje srčne mišice (miokarda)
- bolezen srčnih zaklopk
- prirojena bolezen srca – prirojene nepravilnosti določenih srčnih struktur
- revmatična bolezen srca – poškodba srčne mišice in zaklopk zaradi revmatične vročine, ki jo povzroča okužba s Streptococcus pyogenes skupine A